# Ectodus descampsii
Ectodus descampsii – gatunek słodkowodnej ryby z rodziny pielęgnicowatych (Cichlidae), jedyny przedstawiciel rodzaju Ectodus. Hodowana w akwariach.

## Występowanie
Gatunek endemiczny, szeroko rozprzestrzeniony w jeziorze Tanganika w Afryce Wschodniej.

## Opis
Osiąga do 10 cm długości. 

## Ochrona
Gatunek wpisany do Czerwonej księgi gatunków zagrożonych w kategorii LC.